# Nicolas de Buisseret
Nicolas Joseph de Buisseret (Brussel, 29 oktober 1780 - 9 maart 1855) was een Belgisch senator.

## Levensloop
Handelaar van beroep, was hij de zoon van François de Buisseret en van Anne-Marie Wyns. Hij trouwde in 1815 met Thérèse Jambers (1786-1868). Ze bleven kinderloos. In 1852 kreeg hij adelserkenning met een baronstitel. Hij was een ver familielid van Maurice de Buisseret Steenbecque de Blarenghien.
In 1851 volgde hij Jacques Coghen op als liberaal senator voor het arrondissement Nijvel en werd in 1855 door dezelfde Coghen opgevolgd.
Hij was bestuurslid van de 'Société royale de Philanthropie de Bruxelles' en van de 'Hospices et Secours de Bruxelles'.
De Buisseret was lid van een vrijmetselaarsloge.

## François de Buisseret
François Etienne de Buisseret (Brussel, 26 december 1790 - Schaarbeek, 27 december 1869), broer van Nicolas, strijder voor de Belgische onafhankelijkheid in 1830, trouwde in 1825 met Marie-Catherine Borremans (1806-1876). Ze hadden een zoon en een dochter, maar zonder verder nageslacht. Hij werd in 1856 erkend in de erfelijke adel.